# Гарольд Гріслі

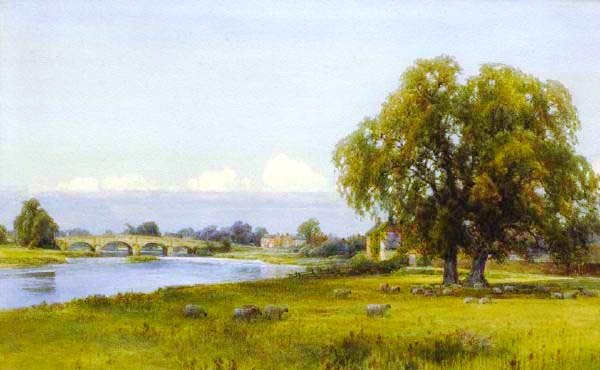

Гарольд Гріслі (англ. Harold Gresley, 1892—1967) — британський художник, пейзажист і портретист, послідовник своїх батька і діда.

## Біографія
Гріслі народився в Дербіширі і навчався в художній школі Дербі. Він був сином Френка Гріслі (Frank Gresley) і онуком Джеймса Стефана Гріслі (James Stephen Gresley), які обидва були відомими художниками. Він перервав своє навчання з початком Першої світової війни, бився в Sherwood Foresters і був нагороджений медаллю. Після війни він продовжив вчитися в Ноттінгемі під керівництвом Артура Спунера (Arthur Spooner) і став вчителем у школі Рептон (Repton School). Він жив у Челластоні, поруч із Дербі, поки не помер в 1967 році.
Частину його робіт виставлено в Музеї і художній галереї Дербі; 77 його картин пожертував музею Альфред Ґуді.